# Đổi mới
Đổi mới, også kendt som "Socialistisk orienteret markedsøkonomi", er den officielle titel givet til det nuværende økonomiske system i Den Socialistiske Republik Vietnam. Det beskrives som en multisektoriel markedsøkonomi, hvor statssektoren spiller en afgørende rolle for at styre økonomisk udvikling med det eventuelle langsigtede mål at udvikle socialisme.
Den socialistisk orienterede markedsøkonomi er et produkt af Đổi mới økonomiske reformer, som førte til udskiftning af den centralplanlagte økonomi med en markedsbaseret blandet økonomi baseret på statsejet industri. Disse reformer blev gennemført for at give Vietnam mulighed for at deltage i den globale markedsøkonomi.
Đổi mới-økonomiske reformer blev indledt af Det kommunistiske parti i Vietnam i 1986 under partiets sjette nationale kongres. Disse reformer tillod privat ejerskab af små virksomheder sammen med statsejede og kollektivt ejede virksomheder. Derudover indførte disse reformer også en større rolle for markedskræfterne for at koordinere den økonomiske aktivitet mellem virksomheder og offentlige myndigheder.